# Тамара Вучковић
Тамара Вучковић Манојловић (Београд, 1970) српска је глумица и тренутна директорка Југословенског драмског позоришта. Супруга је познатог глумца Предрага Манојловића.

## Филмографија
| Год.   | Назив                                               | Улога                |
| ------ | --------------------------------------------------- | -------------------- |
| 1990-е |                                                     |                      |
| 1992.  | Тито и ја                                           | Певачица у бару      |
| 1992.  | Булевар револуције                                  | Биљанина другарица 2 |
| 1993.  | Броз и ја (ТВ серија)                               | Певачица у бару      |
| 1995.  | Симпатија и антипатија (ТВ филм)                    | Служавка Тода        |
| 1997.  | Танго је тужна мисао која се плеше                  |                      |
| 1997.  | Љубав, женидба и удадба (ТВ филм)                   | Јуца                 |
| 1998.  | Никољдан 1901. године (ТВ филм)                     | Служавка Мара        |
| 2000.  | Victoire, ou la douleur des femmes (ТВ мини-серија) | Симон Хиф            |
| 2000-е |                                                     |                      |
| 2005.  | Положајник (ТВ филм)                                | Деса                 |
| 2009.  | На терапији (ТВ серија)                             | Наталија             |
| 2010-е |                                                     |                      |
| 2015.  | Цена пожуде                                         | Луис Дени            |